# Helicoverpa hawaiiensis
Helicoverpa hawaiiensis là một loài bướm đêm thuộc họ Noctuidae. Nó là loài đặc hữu của Hawaii, ở đó nó được tìm thấy ở Kauai, Oahu, Molokai, Maui, Lanai, Hawaii, Nihoa và đảo Necker.
Recorded foodplants include Gnaphalium và SIDA species.